# Upałtek
Upałtek lub Ełpotek (niem. Eupotek See lub Elfen See) – jezioro w Polsce, w województwie warmińsko-mazurskim, w powiecie olsztyńskim, w gminie Purda.

## Położenie i charakterystyka
Jezioro leży na Pojezierzu Olsztyńskim, natomiast w regionalizacji przyrodniczo-leśnej – w mezoregionie Pojezierza Mrągowskiego. Leży w dorzeczu Kalwa–Kiermas–Pisa–Wadąg–Łyna–Pregoła.

## Morfometria
Zgodnie z danymi zamieszczonymi w Atlasie jezior Polski Jerzego Jańczaka z 1999 powierzchnia jeziora wynosi 12,5 ha, a jego objętość 100,0 tys. m³. Średnia głębokość zbiornika wodnego to 0,8 m, a maksymalna – 1,5 m. Lustro wody znajduje się na wysokości 139,0 m n.p.m. Maksymalna długość jeziora to 635 m, a szerokość 285 m. Długość linii brzegowej to 1650 m.
Według danych uzyskanych poprzez planimetrię jeziora na mapach w skali 1:50 000 opracowanych w Państwowym Układzie Współrzędnych 1965, zgodnie z poziomem odniesienia Kronsztadt, powierzchnia zbiornika wodnego to 12,0 ha. Natomiast według danych Urzędu Gminy Purda powierzchnia akwenu wynosi 11,78 ha, a głębokość maksymalna to 5 m.
Wysokość lustra wody zbiornika według skanów map topograficznych dostępnych na Geoportalu wynosi 136,4 m n.p.m.

## Przyroda
Jezioro leży na terenie Obszaru Chronionego Krajobrazu Pojezierza Olsztyńskiego o łącznej powierzchni 40 997,4 ha.